# Liljana Çefa
Liljana Çefa też jako: Liljana Hila (ur. 14 czerwca 1940 w Tiranie) – albańska malarka.

## Życiorys
Jest córką lokalnego urzędnika. Uczyła się w liceum artystycznym Jordan Misja (pod kierunkiem Kela Kodheliego), a następnie w Instytucie Sztuk w Tiranie. Studia ukończyła w 1966, będąc pierwszą Albanką, która ukończyła studia z zakresu malarstwa. Po zakończeniu studiów wyjechała do Szkodry, gdzie poznała swojego przyszłego męża. Należała do Ligi Artystów i Pisarzy. W latach 1977-1990 prowadziła lekcje rysunku w liceum artystycznym Prenk Jakova w Szkodrze. W 1990 przeszła na emeryturę.

## Twórczość
Większość dzieł artystki powstało przed rokiem 1990 i były one ściśle związane z obowiązującym wzorcem socrealizmu. W twórczości Çefy dominowały postacie kobiet-robotnic, ale także pejzaże i martwe natury. Pierwszą wystawę indywidualną prac Çefy otwarto w 1967 w Szkodrze. Znaczną część swoich obrazów artystka sprzedała po upadku komunizmu, z powodu trudnej sytuacji ekonomicznej rodziny. Współcześnie największą kolekcję dzieł artystki posiadają w swoich zbiorach Narodowa Galeria Sztuki w Tiranie i Galeria Miasta Szkodry. W 2022 galeria narodowa zorganizowała wystawę retrospektywną twórczości Liljany Çefy. 
Była mężatką, miała syna (Andi Hila jest artystą wizualnym).

## Nagrody i wyróżnienia
W 2000 została wyróżniona przez Radę Miejską Szkodry tytułem Krenaria e Qytetit. Została także uhonorowana Orderem Naima Frashëriego.